# Thomas Ewing
Thomas Ewing Senior (West Liberty, 28 dicembre 1789 – Lancaster, 26 ottobre 1871) è stato un avvocato e politico statunitense, nonché primo Segretario degli Interni degli Stati Uniti d'America.

## Biografia

### Formazione
Nato a West Liberty, Virginia (ora West Virginia), era figlio del veterano della guerra d'indipendenza americana George Ewing. Dopo aver studiato alla Ohio University, ed essersi specializzato in legge con Philemon Beecher, Ewing iniziò a praticare come avvocato a Lancaster, Ohio, nel 1816. Nel 1824 fu raggiunto in quello studio da Henry Stanberry.

#### Vita privata
Ewing sposò Maria Wills Boyle, una cattolica romana, che influenzò la fede dei figli. Suo figlio adottivo era il famoso generale William Tecumseh Sherman. Sherman alla fine sposò la figlia di Thomas Ewing, Ellen Ewing Sherman. Il figlio omonimo di Ewing, Thomas Ewing Jr., era un generale dell'esercito dell'Unione e membro del Congresso degli Stati Uniti, per due mandati, per l'Ohio. Anche due degli altri figli di Ewing - Hugh Boyle Ewing e Charles Ewing - divennero generali nell'esercito dell'Unione durante la guerra civile.
Ewing era nato presbiteriano, ma per molti anni frequentò le funzioni cattoliche con la sua famiglia. Fu battezzato formalmente nella fede cattolica durante il periodo della sua ultima malattia.
Prima della sua morte, avvenuta il 26 ottobre 1871, Ewing era stato l'ultimo membro ancora in vita dei gabinetti Harrison e Tyler. Il futuro presidente e governatore dell'Ohio Rutherford B. Hayes fu fra i portatori di bara al suo funerale. È sepolto nel cimitero di Saint Mary di Lancaster, nella contea di Fairfield, in Ohio.

### Attività politica
Fu eletto al Senato degli Stati Uniti, per l'Ohio, nel 1830 nel Partito Whig per un solo mandato. Ewing prestò servizio come Segretario al Tesoro nel 1841, nel gabinetto dei presidenti William Henry Harrison e John Tyler. Si dimise l'11 settembre 1841, insieme all'intero gabinetto (tranne il Segretario di Stato Daniel Webster), in segno di protesta contro il veto di Tyler al Banking Act.
Ewing è stato successivamente nominato primo Segretario degli Interni dal presidente Zachary Taylor. Ewing fu in carica dall'8 marzo 1849 al 22 luglio 1850 sotto Taylor e Millard Fillmore. Come scrisse in seguito James G. Blaine:
In qualità di primo segretario, Ewing consolidò gli uffici di vari dipartimenti, come il Land Office del Dipartimento del Tesoro e l'Indian Bureau del Dipartimento della Guerra. Tuttavia, il Dipartimento degli interni non aveva spazi per uffici, quindi Ewing affittò uno spazio. Successivamente, l'edificio dell'Ufficio brevetti, con una nuova ala est, ne fornì uno spazio permanente nel 1852. Ewing iniziò una progressiva riorganizzazione del Dipartimento dell'Interno sostituendo al completo, i tecnici precedenti con il funzionari politici. I giornali lo chiamavano "Butcher Ewing" per i suoi sforzi.
Nel 1850, Ewing fu nominato al Senato per sostituire il dimissionario Thomas Corwin, dal 20 luglio 1850 al 3 marzo 1851. Ewing non riuscì ad essere rieletto nel 1850. Nel 1861, Ewing fu uno dei delegati dell'Ohio alla Conferenza di pace tenutasi a Washington nella speranza di scongiurare la guerra civile. Dopo la guerra, Ewing fu nominato dal presidente Andrew Johnson come Segretario alla Guerra nel 1868 in seguito al licenziamento di Edwin M. Stanton ma il Senato, ancora indignato per il licenziamento di Stanton da parte di Johnson - che ne aveva provocato l'impeachment - rifiutò attuare la nomina.
Rimase nel Partito Whig dopo la sua adesione nel 1833, anche quando il partito nazionale crollò e fu sostituito dal Partito Repubblicano Nazionale. Ciò rende Ewing uno dei pochi politici federali a rimanere un membro del Partito Whig quando molti altri si sono imbarcati nei partiti repubblicani o americani.